# نورمان ويلكينسون (لاعب كرة قدم)
نورمان ويلكينسون (بالإنجليزية: Norman Wilkinson)‏ (16 فبراير 1931 بألنويك في المملكة المتحدة - 29 يناير 2011 بسندرلاند في المملكة المتحدة) هو لاعب كرة قدم بريطاني في مركز مهاجم داخلي. لعب مع نادي يورك سيتي وهال سيتي وAnnfield Plain F.C. ‏ وكروك تاون ‏.